# Grm (Bośnia i Hercegowina)
Grm – wieś w Bośni i Hercegowinie, w Federacji Bośni i Hercegowiny, w kantonie zenicko-dobojskim, w mieście Zenica. W 2013 roku liczyła 750 mieszkańców, z czego większość stanowili Boszniacy.